# Acanthodactylus scutellatus
Acanthodactylus scutellatus là một loài thằn lằn trong họ Lacertidae. Loài này được Audouin mô tả khoa học đầu tiên năm 1827.

## Hình ảnh

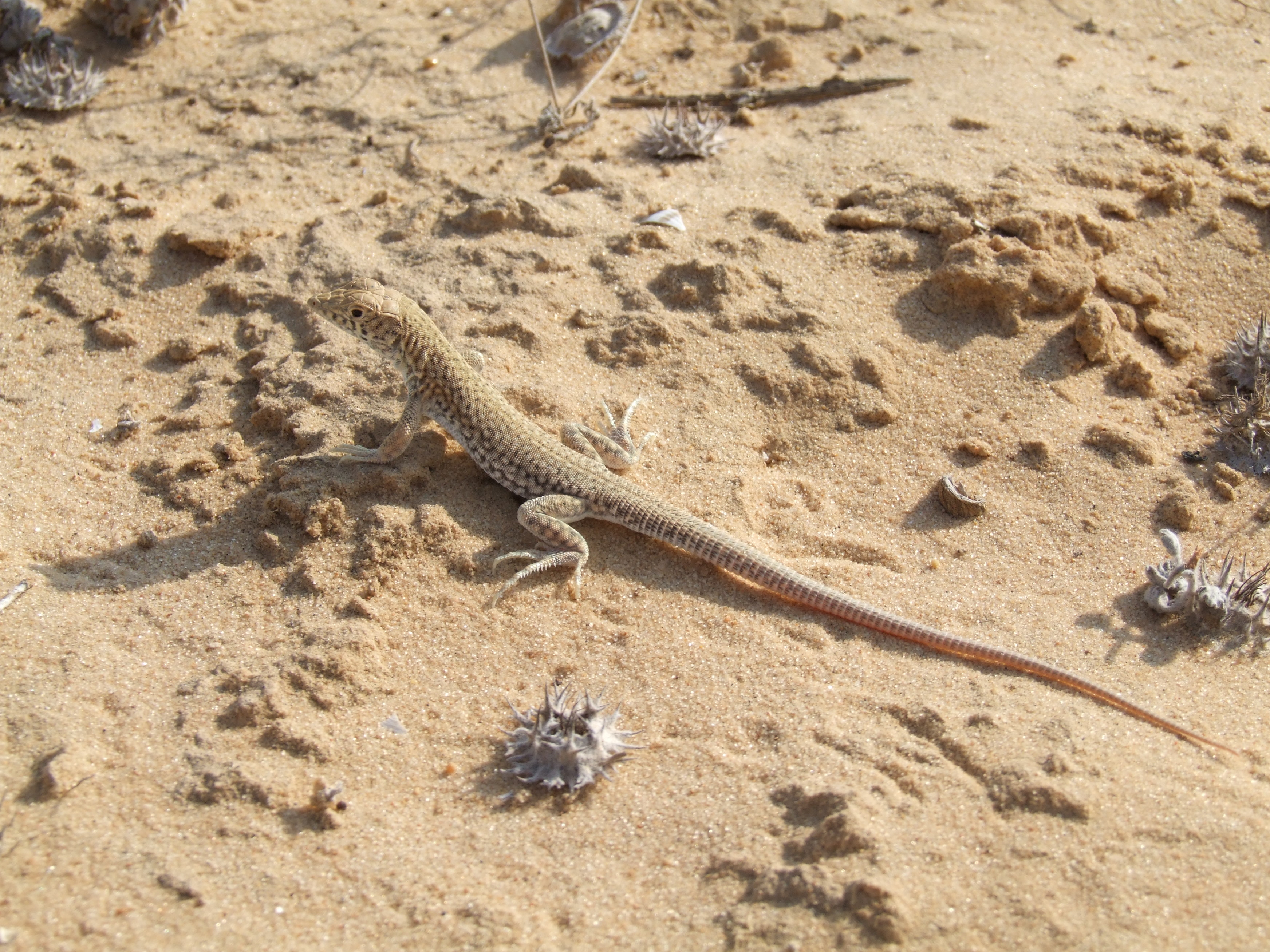